# 夏利文發展

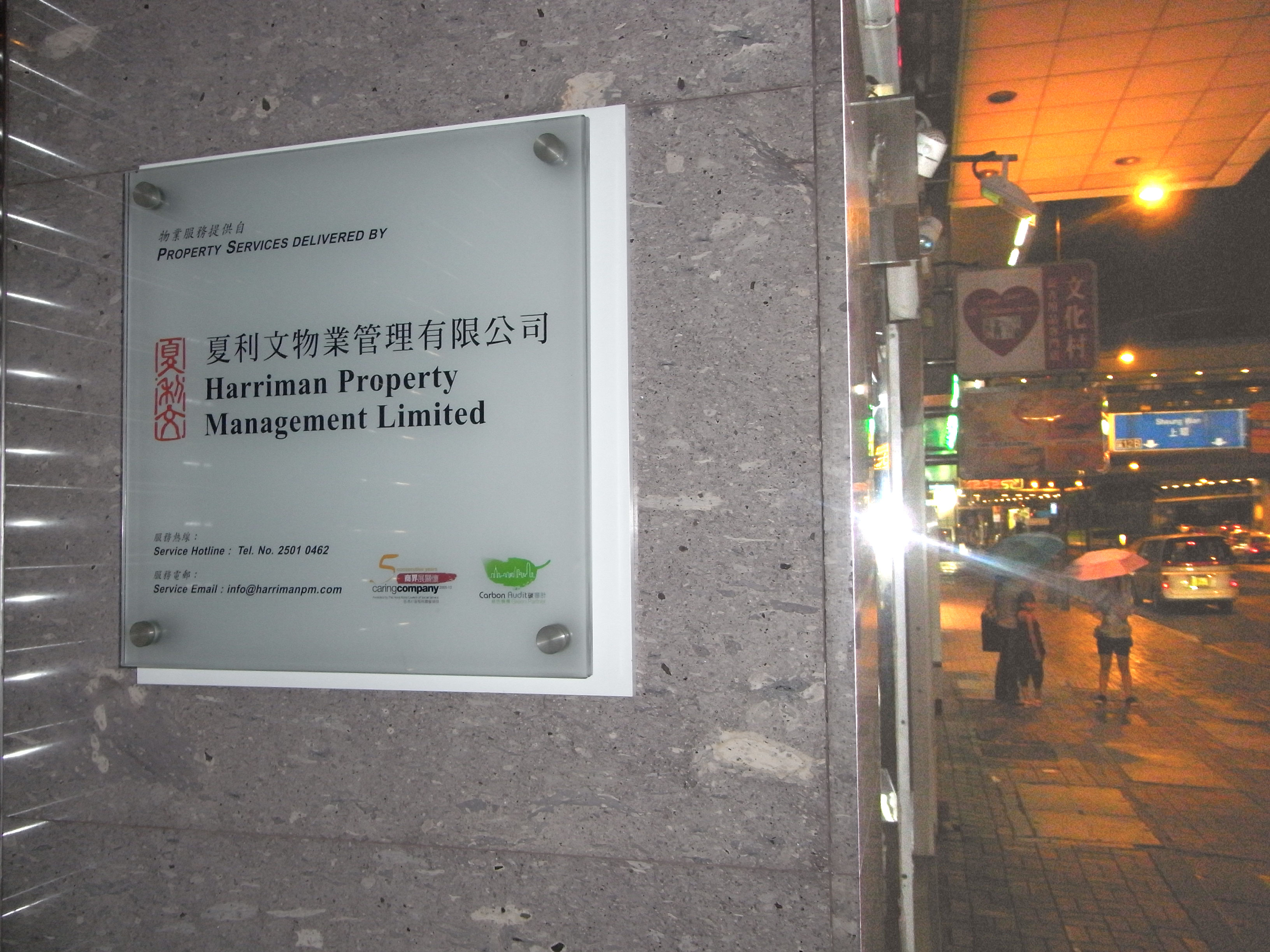
夏利文物業管理有限公司

夏利文集團有限公司，曾在1972年於香港交易所上市。該公司曾為香港置業信託的子公司。香港置業是會德豐地產的前身。
後來因為長期股價低迷，所以在1990年被九龍倉私有化通過，同年撤銷上市。
其名稱由姊妹公司夏利文物業管理有限公司（英語：Harriman Property Management Limited）存續至今。夏利文物業管理於1968年創立。